# للنددنا (ويلز)
للنددنا (ويلز) (بالإنجليزية: Llanddona)‏ هي منطقة سكنية تقع في المملكة المتحدة في .  يقدر عدد سكانها بـ 639 نسمة .